# Piece of Your Heart
Piece of Your Heart is een nummer van het Italiaanse dj-trio Meduza uit 2019, in samenwerking met het Britse poptrio Goodboys.
Het nummer werd een (grote) hit in Europa. Hoewel het in Italië een bescheiden 35e positie behaalde, haalde het nummer in het Verenigd Koninkrijk de 2e positie. In de Nederlandse Top 40 haalde het de 7e positie, en in de Vlaamse Ultratop 50 de 3e.
Begin 2020 was het nummer een van de genomineerden voor de Grammy Award for Best Dance Recording. 
In 2019 stond het nummer op de hoogste positie in de Dance 15 van The X Vibe, een jaarlijkse hitlijst met de populairste dancenummers van het jaar.